# 施派爾線

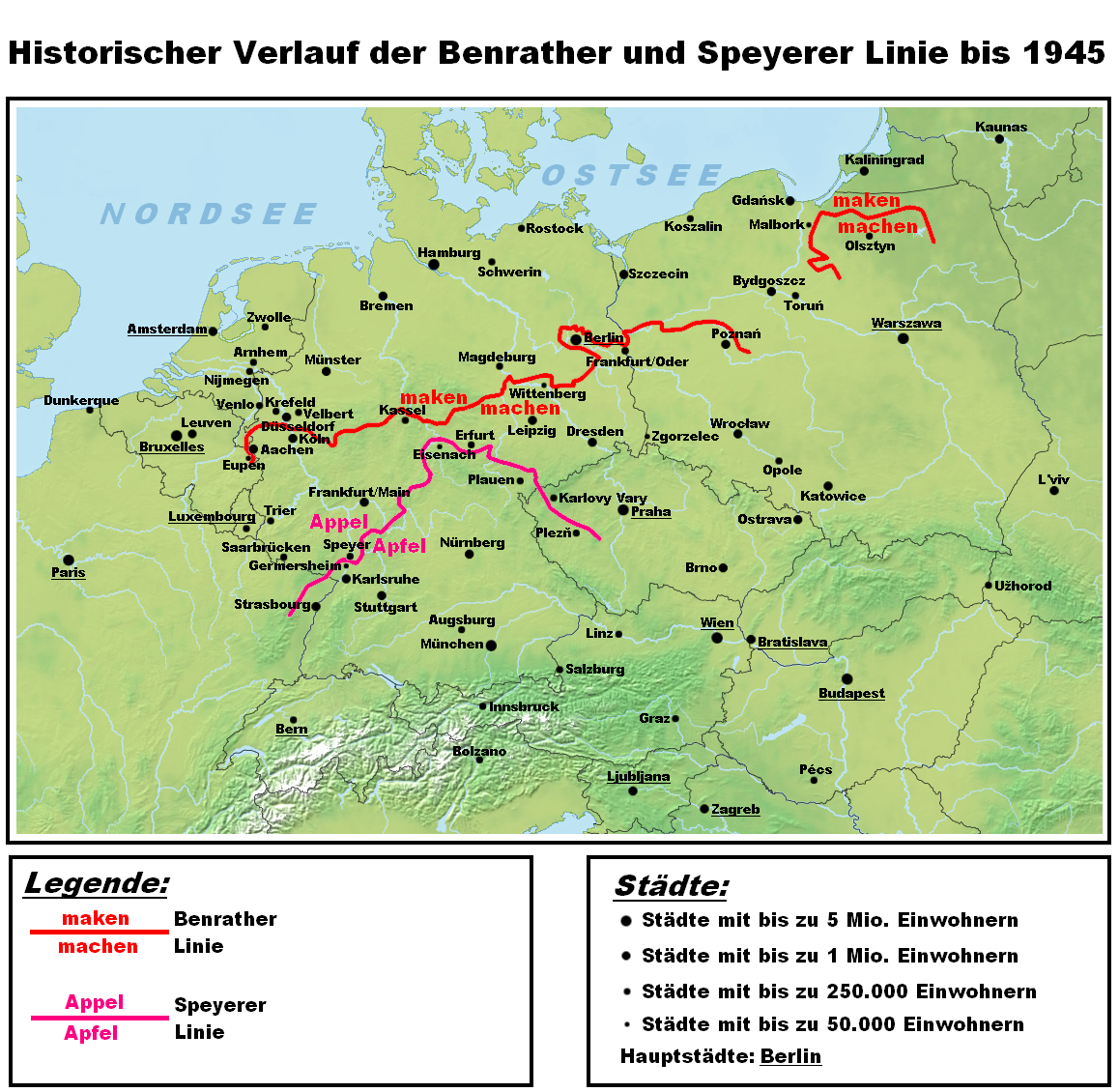
圖中粉色線條是施派爾線，紅色線條是本拉特線

在德語中，施派爾線（Speyer line）又稱美茵線（Main line，得名於美茵河）是一條同言線，西端開始於阿爾薩斯斯特拉斯堡附近，往東北至圖林根州，並在施派爾穿越萊茵河，而該線也因此得名。該線以北地區/p/的發音在該線以南發音為/pf/。施派爾線是中部德語和高地德語的分界線。